# Квітень 2002
Квітень 2002 — четвертий місяць 2002 року, що розпочався у понеділок 1 квітня та закінчився у вівторок 30 квітня.

## Події
- 4 квітня - завершилася Громадянська війна в Анголі
- 12 квітня — державний переворот у Венесуелі. Президента Уго Чавеса посадили до військових казарм.
- 14 квітня — Уго Чавес повернувся до влади у Венесуелі.
- 26 квітня — в Ерфурті (Німеччина) дев'ятнадцятирічний підліток вбив тринадцять вчителів, двох учнів, поліцейського та сам себе.